# ليتيت (جيولوجيا)

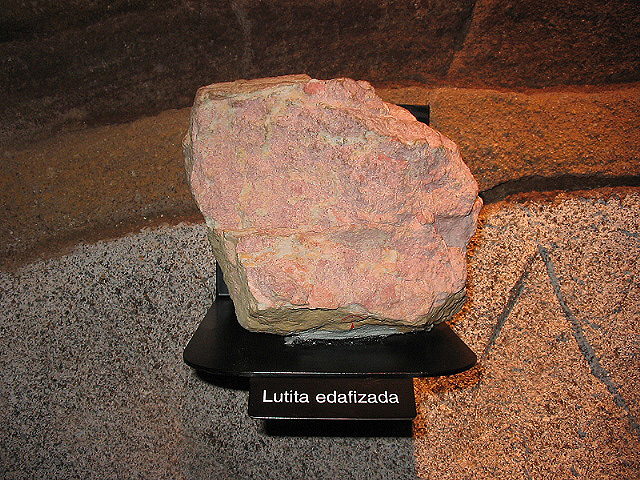

ليتيت هو المصطلح القديم الذي لم يتم استخدامه على نطاق واسع، من قبل علماء الأرض في وصف حقل الحبيبات الدقيقة (الصخور الرسوبية) التي تتكون من رواسب الطمي أو رواسب الصلصال، أو مزيج من الاثنين معا. عندما تختلط الليتيتات مع الماء غالبا ما تتفكك في الطين. بما أن هذا هو تعريف مصطلح الحقل، فهناك نقص في تعريف دقيق له بناءً على خصائص محددة لحجم الحبيبات. تشمل الليتيتات مجموعة متنوعة من الصخور الرسوبية دقيقة الحبيبات، بما في ذلك الغرين الكالسيتي ، والليتيت الكالسيتي، والحجر الصلصالي والصخر الطيني والصخر الزيتي والحجر الغريني. وهو ما يعادل مصطلح الصخر الطيني ومصطلح مشتق اليونانية بيليت. تم استخدام مصطلح ليتيت لأول مرة في عام 1904 بواسطة غرابو (Grabau)،  الذي اشتقها من الكلمة اللاتينية للطين. كما اقترح أيضًا استخدام عدد من البادئات مع «الليتيت» وإرفاقها من أجل تخصيص أنواع مختلفة من الليتيت. لا يستخدم علماء الأرض أيًا من هذه البادئات هذه الأيام.

## التصنيف
يعطي بيتيجون  المصطلحات الوصفية التالية استنادًا إلى حجم الحبيبات، مع تجنب استخدام مصطلحات مثل «الصلصال» أو «الطُفال» التي تنطوي على آثار التركيب الكيميائي:
| النسيج | الشائع    | باليونانية       | باللاتينية     |
| ------ | --------- | ---------------- | -------------- |
| خشن    | حصى (ly)  | بسيفيت (بسيفيتي) | ريديت (ريديسي) |
| متوسط  | رمل (y)   | بساميت (بساميتي) | أرينيت (رملي)  |
| ناعم   | طيني (ey) | بيليت ( بيليتي ) | ليتيت (ليتاسي) |